# Ammónium-citrát
Az ammónium-citrát a citromsav ammóniával alkotott sója.

## Változatai
Mivel a citromsav háromértékű sav, az ammóniával – mely egyértékű bázis – háromféle (egy normális és két savanyú) sót képezhet:
Monoammónium-citrát:
- Képlete: C6H7O7NH4
- CAS-száma: 4450-94-6
- Moláris tömeg: 209,15 g/mol

Diammónium-citrát:
- Képlete: C6H6O7(NH4)2
- CAS-száma: 3012-65-5
- Moláris tömeg: 226,18 g/mol

Triammónium-citrát:
- Képlete: C6H5O7(NH4)3
- CAS-száma: 3458-72-8
- Moláris tömeg: 243,22 g/mol

## Felhasználása
Az élelmiszerekben savanyúságot szabályozó anyagként, pufferanyagként, valamint emulgeálószerként alkalmazzák E380 néven (ez a monoammónium-citrát és a triammónium-citrát keveréke). Előfordulhat cukrászipari termékekben és egyes sajtkrémekben.